# نيكولاس يانغ
نيكولاس يانغ (بالإنجليزية: Nicholas Yang)‏ (و. 22 أبريل1955 – م) هو رجل أعمال، وسياسي، ولد في تايوان.
شغل عدة مناصب حيث كان السكرتير الإفتتاحي للإبتكار والتكنولوجيا، وكان نائب الرئيس التنفيذي لجامعة هونغ كونغ للفنون التطبيقية، وعضو غير رسمي في المجلس التنفيذي.

## مناصب
تولى منصب Secretary for Innovation and Technology ‏ (منذ 20 نوفمبر 2015).

## التعليم
تعلم في معهد كاليفورنيا للتقنية.